# Imgur
Imgur — онлайн-сервіс завантаження, зберігання та обміну фото-зображень.

## Історія
Компанія була заснована у 2009 році студентом університету Огайо Аланом Шаафом (англ. Alan Schaaf). За словами Шаафа, його завданням було створення сервісу, який не мав би проблем, властивих фото-хостингам. Через п'ять місяців після запуску відвідуваність ресурсу зросла до мільйона на день. Imgur користується особливою популярністю на таких соціально-новинних ресурсах, як Reddit та Digg. До лютого 2012 року кількість унікальних щомісячних відвідувань досягла 30 мільйонів. У тому ж році Imgur отримав премію від ресурсу TechChrunch як найкращий стартап року. Згодом компанія переїхала з Огайо до Сан-Франциско. Станом на липень 2013 року в штаті компанії перебували 13 постійних співробітників.